# Renouveau valdôtain
Le Renouveau valdôtain était un mouvement politique autonomiste italien de la Vallée d'Aoste fondé le 15 juillet 2006 autour d’hommes politiques ayant quitté l’Union valdôtaine pour se placer délibérément en alliance électorale avec L'Union (centre-gauche).
Il fusionne en 2010 au sein d'Autonomie Liberté Participation Écologie (ALPE).

## Historique
Lors des élections générales italiennes de 2006, la coalition Autonomie Liberté Démocratie parvient à faire élire Charles Perrin comme sénateur représentant la Vallée-d’Aoste au Sénat de la République italienne, siège généralement obtenu jusque-là par l'Union valdôtaine.
Une fois élu sénateur, Charles Perrin propose la constitution d'un nouveau mouvement, regroupant d’autres anciens membres de l’UV, tels que le président de la Junte régionale Mario Andrione, les anciens assesseurs régionaux Gino Agnesod et Franco Vallet, l’ancien président de l’UV Alexis Bétemps, l’ancien vice-président de l’UV Patrizia Morelli, les syndics des communes d’Étroubles, Massimo Tamone, de Fontainemore, Jean-Pierre Girod, de Torgnon, Albert Chatrian, et de Villeneuve, Clément Dupont, ainsi que des administrateurs communaux, tels que Gino Bortoli, Alexandre Neyroz, Massimo Poletti, Sandro Théodule et Lorella Vezza et des membres de la société civile. Le but principal était la relance des idéaux autonomistes valdôtains du premier après-guerre. 
Le parti est fondé le 15 juillet 2006 à Fénis. L’assemblée constituante se réunit à Nus le 16 décembre suivant, et le 15 décembre 2007, l’assemblée annuelle des adhérents élargie aux sympathisants se tient à Arnad, afin de dresser le bilan de la première année d’activité. En cette occasion, la coordinatrice Patrizia Vezza, cède son poste au coordinateur adjoint Albert Chatrian dans la perspective de rotation des quatre coordinateurs prévue à l’article 5 des statuts du mouvement.
Le 28 janvier 2008, Albert Chatrian signa avec le secrétaire du mouvement Vallée d’Aoste Vive, Paul Louvin, un document politique qui confirme la volonté des deux partis de s’allier en vue des élections régionales du 25 mai 2008.
Le 6 février 2008, Lorella Vezza, ancienne coordinatrice en chef et adjointe en charge, Jeannette Bondaz, secrétaire, Sabrina Brunodet et Stefano Enrietti, membres du Groupe de coordination, démissionnent et abandonnent de façon polémique le mouvement.
Aux élections générales de 2008 des 13 et 14 avril, Renouveau valdôtain poursuit son partenariat au sein de la coalition Autonomie Liberté Démocratie, qui permet la réélection de Robert Nicco à la Chambre des députés italienne, alors que Charles Perrin n’est pas réélu au Sénat.
Aux élections régionales du 25 mai 2008, la liste VdA Vive-Renouveau fait élire 5 candidats au Conseil de la Vallée-d’Aoste, parmi lesquels le coordinateur principal Albert Chatrian, la coordinatrice adjointe Patrizia Morelli et le directeur responsable de l’organe de presse du mouvement, Joseph Cerise.
Lors des élections européennes de juin 2009, une liste Autonomie Liberté Démocratie est constituée, avec comme tête de liste Robert Louvin. Sur le plan national, elle est alliée à l’Italie des Valeurs d’Antonio Di Pietro, mais elle n'obtient aucun élu.
En février 2010, Autonomie Liberté Démocratie devient un parti au sein duquel le Renouveau valdôtain fusionne. En mars 2011, ce parti prend le nom d'Autonomie Liberté Participation Écologie (ALPE).

## Sources
1. ↑  Site des élections de mai 2008
2. ↑  (it) « Nasce ALPE: ad aprile le primarie sceglieranno sindaco e vice da candidare », sur aostasera.it, 18 février 2010